# Dieter Rexroth
Dieter Rexroth (* 6. März 1941 in Dresden; † 9. April 2024 in Berlin) war ein deutscher Musikwissenschaftler und Dramaturg.

## Leben und Wirken
Dieter Rexroth studierte an den Universitäten Köln, Wien und Bonn Komposition, Dirigieren, Musikwissenschaft, Germanistik und Philosophie.
1969 wurde er in Bonn mit einer Arbeit über Arnold Schönberg promoviert. Von 1974 bis 1991 war er Gründungsdirektor des Hindemith-Instituts in Frankfurt am Main. Von 1980 bis 1994 war er außerdem Dramaturg an der Alten Oper Frankfurt am Main und Mitbegründer der „Frankfurter Feste“, deren künstlerischer Leiter er von 1986 bis 1994 war. 1995/1996 entwickelte er als Intendant der Niederösterreichischen Kulturszene für St. Pölten ein künstlerisches Veranstaltungskonzept.

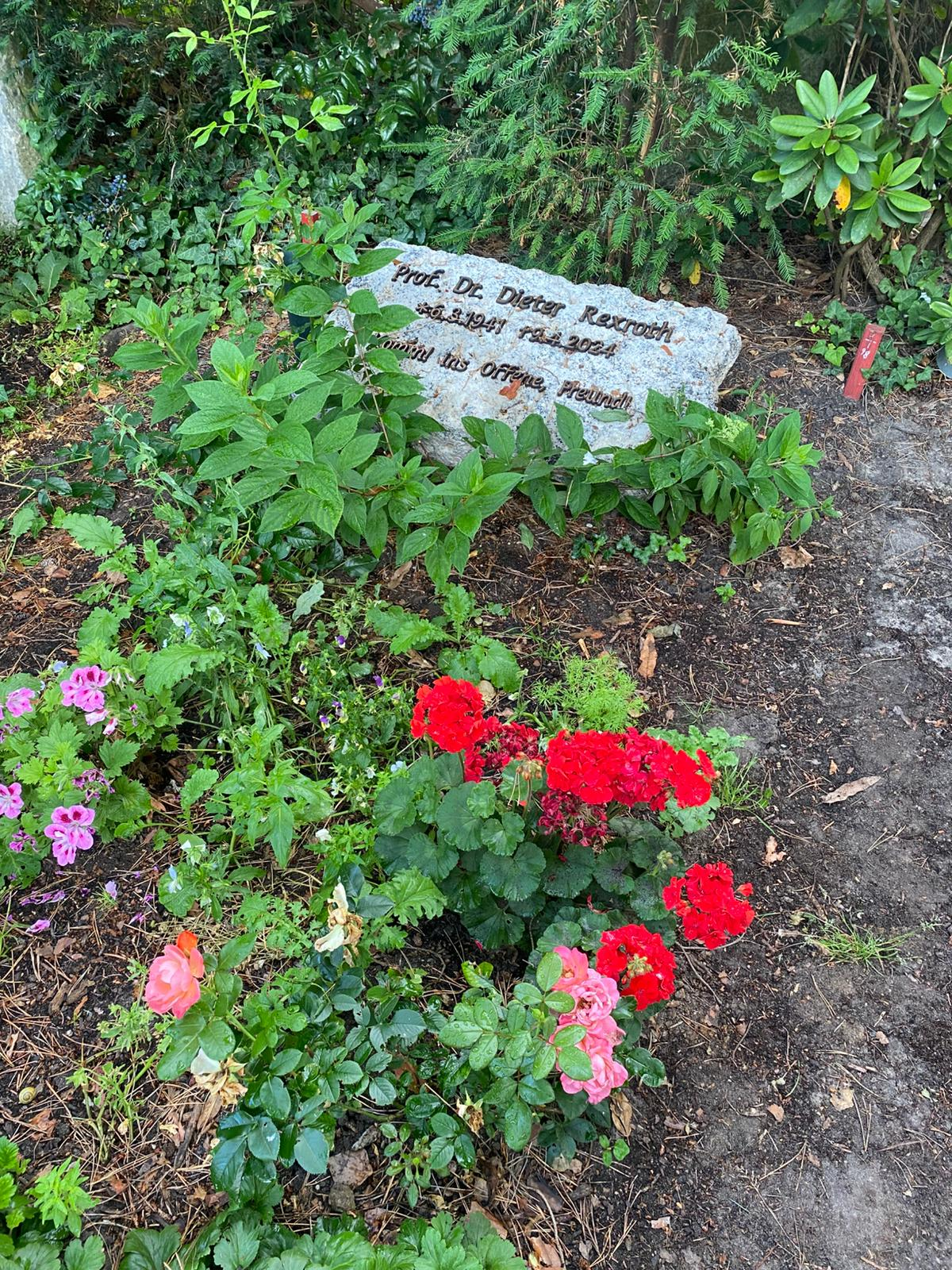
Grabstätte auf dem Waldfriedhof Dahlem

Von 1996 bis 2006 war er im Deutschen Symphonie-Orchester Berlin Intendant der „Rundfunk-Orchester und -Chöre GmbH“. 2000 holte er den US-amerikanischen Dirigenten Kent Nagano nach Berlin und wurde dessen dramaturgischer Berater. 2000 wurde er außerdem künstlerischer Leiter des Festivals Young Euro Classic in Berlin und leitete von 2005 bis 2015 die Kasseler Musiktage.
Seit 2013 war er künstlerischer Leiter des Felix-Mendelssohn-Bartholdy-Hochschulwettbewerbs, für den er konzeptionell die Förderung der Preisträger in den Vordergrund stellte, und Juryvorsitzender des Faches Komposition.
Dieter Rexroth war Verfasser und Herausgeber von Publikationen über klassische Komponisten wie Ludwig van Beethoven, Anton Webern und Paul Hindemith sowie zu zeitgenössischen Komponisten wie Hans Werner Henze und Wolfgang Rihm.
Im April 2024 starb er im Alter von 83 Jahren. Beigesetzt wurde er auf dem Waldfriedhof Dahlem.

## Schriften
- Arnold Schönberg als Theoretiker der tonalen Harmonik. Dissertation. Universität Bonn 1969.
- Beethoven. Schott, Mainz u. a. 1982, ISBN 3-7957-2300-0. Taschenbuchausgabe: Goldmann, München 1982, ISBN 3-442-33019-X.
- Museum. 175 Jahre Frankfurter Museums-Gesellschaft e. V. Frankfurter Museums-Gesellschaft, Frankfurt am Main 1984.
- mit Andres Briner, Giselher Schubert: Paul Hindemith. Leben und Werk in Bild und Text. Schott, Mainz 1988, ISBN 3-7957-0204-6.
Italienisch: Paul Hindemith. Vita e opere. DeFerrari, Genua 1995, ISBN 88-7172-033-4.
- Beethovens Symphonien. Ein musikalischer Werkführer. Beck, München 2005, ISBN 3-406-44809-7.

Herausgeberschaft
- Erprobungen und Erfahrungen. Zu Paul Hindemith’s Schaffen in den zwanziger Jahren. Schott, Mainz 1978, ISBN 3-7957-0112-0.
- Zwischen den Grenzen. Zum Aspekt des Nationalen in der neuen Musik. Schott, Mainz 1979, ISBN 3-7957-0113-9.
- Paul Hindemith: Briefe. Fischer, Frankfurt am Main 1982, ISBN 3-596-22146-3.
- Opus Anton Webern. Quadriga, Berlin 1983, ISBN 3-88679-101-7.
- Der Komponist Wolfgang Rihm. Schott, Mainz u. a. 1985, ISBN 3-7957-2460-0.
- Der Komponist Hans Werner Henze. Schott, Mainz u. a. 1986, ISBN 3-7957-2354-X.